# Suzanne Haïk-Vantoura
Suzanne Haïk-Vantoura (Parijs, 13 juli 1912 - Lutry, 22 oktober 2000) was een Franse organist, muziekdocent, componist en musicoloog. Haar belangrijkste werk is La Musique de la Bible révélée, een muziektheoretisch werk over de originele muziek in de Hebreeuwse bijbel.

## Leven en werk
Haïk-Vantoura groeide op in een joods gezin, en was de dochter van de joods-Turkse meubelmaker Izra Vantoura en een joodse moeder, Alice Ullmann, afkomstig uit de Elzas. In 1931 begon ze met haar muziekstudie aan het Conservatoire National Supérieur de Paris. Ze behaalde in 1934 bij Paul Fauchet een Premier Prix in Harmonie. Vier jaar later ontving ze een Premier Prix voor Fuga, bij Roger Ducasse. Van 1941 tot 1946 was zij leerling van de bekende organist en componist Marcel Dupré.
Tijdens de Tweede Wereldoorlog vluchtten Haïk-Vantoura en haar familie voor de nazi's naar het zuiden van Frankrijk. Daar begon ze met het bestuderen van de cantillatietekens (ook melodische accenten of te'amim genaamd) in de Hebreeuwse Bijbel (masoretische tekst), en vormde de basishypothese van haar systeem voor het decoderen van de masoretische cantillatie. Na de oorlog legde ze dit werk terzijde en hervatte het pas na haar pensionering in 1970, wat leidde tot de publicatie van La Musique de la Bible révélée (1976).

### La Musique de la Bible révélée

Voorbeeld van de Hebreeuwse tekst uit Genesis 1, 9: "En God sprak: laten de wateren zich verzamelen..." met in het blauw de cantillatietekens

Het boek La Musique de la Bible révélée (De muziek uit de Bijbel onthuld) is het levenswerk van Haïk-Vantoura. Het betreft een werk dat de gehele Hebreeuwse Bijbel beslaat, waarin ze de te'amim (de tekens die de syntaxis en betekenis van de woorden ondersteunen) vertaalt naar muzieknoten. Haïk-Vantoura stelt dat het systeem van de te'amim oorspronkelijk een methode was voor het schriftelijk vastleggen van de handbewegingen (cheironomie) waarmee de koorleider de toonhoogte aangaf aan de tempelzangers bij de uitvoering van muziek, vergelijkbaar met de notatie van neumen in Gregoriaans gezangen.
Toen ze de markeringen voor het eerst bestudeerde in de versie van de Hebreeuwse Bijbel die ze las, herinnerde ze zich dat ze in een encyclopedie had gelezen dat deze cantillatietekens teruggingen tot de oudheid, maar dat hun werkelijke muzikale betekenis verloren was gegaan. Dit wekte haar nieuwsgierigheid. Uit de plaatsing van de cantillatietekens en hun onderlinge samenhang leidde ze af dat er een onderliggende toonladder mee werd weergegeven. Door verzen met elkaar te vergelijken raakte ze ervan overtuigd dat de noten van haar transcriptie coherente melodieën vormden en geen willekeurige klanken. Ze werkte dit uit in tabellen met verschillende diatonische toonreeksen:
Psalmodieën:
- EF# GABCD# E
- EF# GA# BCD# E
- EF# G# ABCD# E
- EF# G# ABC# D# E

Prosodieën:
- EFGABCDE
- EFG# ABCDE
- EF# GABCDE
- EF# GA# BCDE
- EF# GA# BC# DE
- EF# G# ABCD# E
- EF# G# ABC# DE

Ze betoogt in haar boek tevens dat met het te'amim-systeem (dat volgens consensus pas in de Vroege Middeleeuwen door de Masoreten aan de bijbelverzen is toegevoegd) de mondeling overgeleverde muziek van 900 jaar eerder (uit de tijd van de verwoesting van de tempel in Jeruzalem in 70 na Christus) is vastgelegd. Ze claimt dat het dus gaat om de originele Bijbelse muziek. Haïk-Vantoura publiceerde uiteindelijk de volledige Hebreeuwse Bijbel, bestaande uit 5000 verzen, op muziek. Ook maakte ze diverse opnames, waarvoor ze begeleidingen op harp en luit bij de melodieën componeerde, en meerstemmige zettingen om te zingen.

#### Kritiek
Er is wetenschappelijke kritiek op de verschillende hypothesen van Haïk-Vantoura, met name omdat haar interpretatie niet in overeenstemming is met verschillende bestaande tradities. De standaardinterpretaties van het notatiesysteem zijn echter afkomstig uit overgeleverde tradities, en het systeem heeft zich nooit tot in alle details uitontwikkeld. Elke Joodse diaspora heeft daarnaast zijn eigen traditie ontwikkeld, los van andere tradities. Ook zijn er geen betrouwbare schriftelijke bronnen die informatie geven over de interpretatie, wat het lastig maakt om aan te tonen dat de bestaande interpretaties logischer zijn dan de nieuwe visie van Haïk-Vantoura .
In het traditionele systeem staan de cantilatietekens voor melodische motieven, en niet voor individuele noten zoals Haïk-Vantoura betoogt. Haar hypothese houdt daarnaast geen rekening met het bestaan van oudere notatiesystemen zoals de Babylonische en Palestijnse systemen. In haar studie besteedt ze ook geen aandacht aan eerder verschenen studies over dit onderwerp zoals Music in Ancient Israel van Alfred Sendrey (Londen 1969) en The Music of the Pentateuch van Salomon Rosowsky (1934?). De theoretische onderbouwing en uitwerking van haar systeem worden als twijfelachtig betiteld, en haar methodologie als gebrekkig beschouwd. Daarnaast wordt haar werk bekritiseerd omdat het gebaseerd zou zijn op westerse vooroordelen gekoppeld aan historische misverstanden. Tot slot zijn er inconsistenties in de wijze waarop ze haar systeem heeft uitgewerkt.
Niettemin kende het Institut de France in 1978 aan de tweede editie van Haik-Vantoura's boek de Prix Bernier toe, de hoogste onderscheiding. De Encyclopaedia Universalis, een Franse online-encyclopedie, presenteert haar werk als een stevig wetenschappelijk onderbouwde theorie.

#### Vervolg
Haar interpretatie van de te'amim heeft geen toepassing gekregen in de Joodse liturgische praktijk. Wel veroorzaakte het een heropleving van de wetenschappelijke belangstelling voor de muzieknotatie in de Hebreeuwse bijbel.
De Schotse theoloog, musicoloog en koordirigent Dr. David C. Mitchell was aanvankelijk sceptisch over de bevindingen van Haik-Vantoura. Toen hij zich echter realiseerde dat de Gregoriaanse psalmtoon tonus peregrinus ook zijn oorsprong heeft in de Tempeltraditie, besloot hij de te'amim uit psalm 114 om te zetten naar noten volgens het systeem van Haik-Vantoura. De muzikale overeenkomst met de tonus peregrinus was opvallend. Hij beschouwt haar theorie als te belangrijk om te negeren, maar ziet de noodzaak voor verdere bestudering en uitwerking. Hij zette daartoe een eerste stap in zijn publicatie How can we sing the Lords song? Deciphering the Masoretic Cantillation.

### Composities
Naast begeleidingen en zettingen bij door haar genoteerde bijbelverzen heeft Haïk-Vantoura de volgende werken gecomponeerd:
- (jaartal onbekend) Poème - piano en orkest
- (jaartal onbekend) Judas le pieux - poème liturgique
- (jaartal onbekend) Jeu - viool en piano
- (jaartal onbekend) Poèmes de la Pléiade - suite voor piano
- 1942 Quatuor florentin - strijkkwartet
- 1957 Un beau dimanche - klarinet, viool en piano
- 1964 Destin d'Israël
- 1968 Versets de psaumes
- 1970 Offrande
- 1976 Adagio - saxofoon (Es) / klarinet (Bes) en orgel
- 1992 Deux Petits préludes - piano

### Overig
Haïk-Vantoura was van 1946 tot 1953 organist van de Synagogue de l'Union liberale Israelite de Paris (Synagogue de la rue Copernic), en van 1966 tot 1979 organist van de Église Saint-Hélène in Parijs. In 1969 werd ze lid van de Union des Maîtres de Chapelle et Organistes, de Parijse beroepsgroep van kapelmeesters en organisten. In 1976 richtte ze de Fondation Roi David op, die haar werk beheert.

### Van Suzanne Haïk-Vantoura
- 1948 Théorie rationnelle de la musique - OCLC 421921059
- 1952 L'enfant musicien: enseignement rationnel de la musique (Expansion musicale) - OCLC 492181821
- 1953 Je sais chanter: enseignement rationnel de la musique (Expansion musicale) - OCLC 492180736
- 1953 Joies de la musique: Les Chefs-d'oeuvres de Bach, Mozart, (...) (Expansion musicale) - OCLC 492179596
- 1976 La musique de la Bible revélée (Dumas) - OCLC 780483439
- 1978 La musique de la Bible revélée, tweede herziene editie (Dessain et Tolra) - OCLC 482095602
- 1981 La Cantilation biblique et ses problèmes: le déchiffrement musical des Ta'amim - OCLC 469547514
- 1986 Quatre Meghilot: Esther, L'Ecclesiaste, Les Lamentations, Ruth dans leurs mélodies d'origine (partituur met alleen melodie)
- 1987 The music of the Bible revealed: the deciphering of a thousand year old notation (Engelse vertaling, Dessain et Tolra) - OCLC 1007843934
- 1985 Les 150 psaumes dans leurs mélodies antiques (Fondation Roi David) - OCLC 913300591
- 1986 Cantique des cantiques de Salomon: dans sa mélodie d'origine: pour baryton - mezzo-soprano, harpe, flûte en sol, quelques voix d'hommes et de femmes (Fondation Roi David) - OCLC 214918152
- 1991 The Music of the Bible Revealed, 557 p., vert. Dennis Weber, uitg. John Wheeler (BIBAL-pers)
- 1991 Le vrai sens des signes musicaux de la Bible: des chants émouvants renaissent de leur déchiffrement éloquente mise à jour des données ancestrales (Fondation Roi David) - ISBN 9782907471053
- 1992 Message biblique intégral dans son chant retrouvé (Fondation Roi David) - ISBN 9782907471077
- 1996 La musique de la Bible révélée: données complémentaires au livre explicatif, 1976-1996 (Fondation Roi David) ISBN 9782907471084

### Over Suzanne Haïk-Vantoura
- 1999 Dissertatie A multidisciplinary evaluation of Suzanne Haïk-Vantoura's musical interpretation of Tiberian Masoretic accents (teʻamîm) - Earsel Wray Bryant (Bibal Press) - ISBN 9780941037549

## Discografie
- 1976 - lp La Musique De La Bible Révélée: Une Notation Millénaire Aujourd'hui Décryptée Par Suzanne Haïk Vantoura - Harmonia Mundi Frans HMU 989; eveneens uitgebracht in edities in Italië, Oostenrijk, Spanje, Japan, op cassette en cd
- 1992 - cd Cantique des Cantiques de Salomon dans sa mélodie d'origine - Suzanne Haïk Vantoura, Marie-Laure Banzet, mezzo-sopraan – Aliénor AL 1045

## Privé
Suzanne Haïk-Vantoura was van 1949 tot aan zijn overlijden in 1976 getrouwd met Maurice Haïk. Het echtpaar had geen kinderen.